# ماري شو
ماري شو (بالإنجليزية: Mary Shaw (actress))‏ (و. 1854 – 1929 م) هي كاتبة مسرحية من الولايات المتحدة الأمريكية .

## روابط خارجية
- ماري شو على موقع قاعدة بيانات برودواي على الإنترنت (الإنجليزية)